# Tweede Diadochenoorlog
De Tweede Diadochenoorlog duurde van 319 tot 316 of 315 v.Chr. en werd gevoerd tussen de Macedonische Rijksregent Polyperchon en Eumenes van Cardia enerzijds en de satrapen Kassander en Antigonos Monophthalmos anderzijds. Allen waren zij diadochen van Alexander de Grote, wiens erfenis zij opeisten.

## Opvolging van Antipater
Na de vermoording van Perdikkas in de Eerste Diadochenoorlog was Antipater, die ook al stadhouder van Macedonië was, rijksregent geworden. Vlak voor zijn overlijden in 319 v.Chr. had hij Polyperchon aangewezen als zijn opvolger als rijksregent, in plaats van zijn eigen zoon Kassander, die hij nog te jong vond. Kassander voelde zich beledigd, betwistte de opvolging en verbond zich met de sterkste diadoch van Azië, Antigonos. Polyperchon wist op zijn beurt Eumenes aan zijn zijde te krijgen. Zo ontstonden er twee fronten: een Grieks tussen Polyperchon en Kassander en een Aziatisch strijdtoneel tussen Eumenes en Antigonos.

## Antigonos vs. Eumenes
De datering van de Aziatische strijd is niet helemaal zeker; er kan een jaar verschil zitten tussen het aangegeven ogenblik van dezelfde gebeurtenis. In 318 v.Chr. versloeg Antigonos een Polyperchon-getrouwe vloot in de Bosporus en verdreef Eumenes naar Fenicië, waar deze opnieuw een vloot trachtte te bouwen. Maar Antigonos deed hem weer vluchten, nu naar Perzië, waar zij minstens twee grote veldslagen leverden. Eumenes behaalde een kleine overwinning bij Paraitakene (317/316 v.Chr.), de slag bij Gabiene (316/315 v.Chr.) bleef onbeslist, maar Eumenes werd door zijn eigen soldaten verraden en aan Antigonos uitgeleverd, die hem liet executeren. Overigens dwong Antigonos in 316 v.Chr. tijdens zijn veldtocht door Mesopotamië de Babylonische satraap Seleukos om te vluchten naar het Ptolemeïsche hof in Egypte.

## Polyperchon vs. Kassander
Polyperchon was de legitieme opvolger van Antipater, maar diens zoon Kassander genoot ook grote populariteit. Om de steun van de Grieken te verwerven, beloofde Polyperchon de oude vrijheden van de poleis te herstellen. Athene ging hierop in, maar Kassander verjoeg hem spoedig weer en stelde de stad in 317 v.Chr. onder zijn eigen bewind. Polyperchon restte slechts de Peloponnesos, en schijnbaar uit wanhoop liet hij het Macedonische koningshuis terugkeren uit ballingschap in Epirus. Met de koning van Epirus, Aiakides, vielen ze in 317 v.Chr. Macedonië binnen. Olympias, de moeder van Alexander de Grote, liet daarop medekoning Philippos Arrhidaios en zijn vrouw Eurydice vermoorden, zodat haar kleinzoon Alexander IV alleenheerser kon worden. Hiermee verloor ze echter de sympathie van haar laatste aanhangers; Kassander belegerde haar troepen te Pydna, dat hij in het voorjaar van 316/315 v.Chr. veroverde, waarna hij Olympias liet executeren. Hij nam nominaal koning Alexander IV en zijn moeder Roxane, de weduwe van Alexander de Grote, gevangen.

## Herverdeling van de macht
Met de jonge koning en diens moeder in zijn macht was het Kassander gelukt om rijksregent te worden en Macedonië en de noordelijke Griekse poleis te veroveren, hoewel Polyperchon over de Peloponnesos bleef heersen. Echter had de anarchie in het Europese rijksdeel ervoor gezorgd dat Antigonos vrijwel heel Azië nu voor zichzelf veroverd had, en Ptolemaios in Egypte en Lysimachos in Thracië onafhankelijker gemaakt. Dit had als logisch gevolg dat de drie zwakkere diadochen samenzwoeren tegen de nu ijzersterke Antigonos, wat leidde tot de Derde Diadochenoorlog.